# ۱۰۰ (پیش از میلاد)
۱۰۰ (پیش از میلاد) ۱۰۰مین سال قبل از تقویم میلادی است.